# Strandiellus cervicornis
Strandiellus cervicornis är en mångfotingart som beskrevs av Carl Graf Attems 1927. Strandiellus cervicornis ingår i släktet Strandiellus och familjen orangeridubbelfotingar. Inga underarter finns listade i Catalogue of Life.